# Jaworzno
Jaworzno [à prononcer « Yavojno »] est une ville de la voïvodie de Silésie, en Pologne, et le chef-lieu du powiat-ville de Jaworzno. Sa population s'élevait à 86 812 habitants en 2024. La ville est un centre industriel et fait partie de l'agglomération industrielle de Haute-Silésie, une conurbation comptant selon Demographia (Wendell Cox) 1 903 000 habitants (2023).

## Histoire

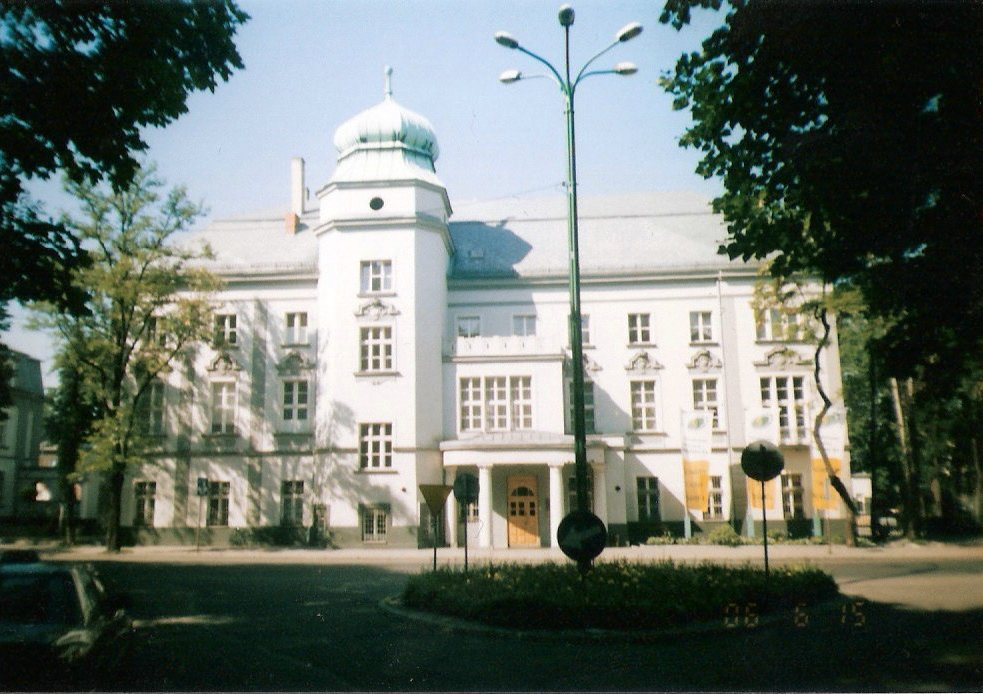
Le palais à Jaworzno.

La première mention connue de Jaworzno provient de XIIIe siècle. La ville est historiquement reliée avec la Petite-Pologne, le terrain de la ville appartenait originairement d'évêché de Cracovie.

### Un camp annexe d'Auschwitz
Durant la Seconde Guerre mondiale, un camp annexe d'Auschwitz fonctionne à Jaworzno (Neu-Dachs (de)) du 15 juin 1943 au 19 janvier 1945. Les déportés de différentes origines y travaillent dans les mines de charbon. Le principe appliqué dans ce camp est celui de « l'extermination par le travail » (Vernichtung durch Arbeit).

## Géographie

### Situation
Jaworzno est situé entre deux grand régions - Haute-Silésie et Petite-Pologne. En signification administratif Jaworzno est une commune urbain à l'est partie de Haute-Silésie, maintenant en Voïvodie de Silésie. Jaworzno se situe dans la ramification des rivières Przemsza et Biała Przemsza.

### Climat
Le climat à Jaworzno est continental modéré. Le mois le plus chaud est août et le plus froid est janvier.

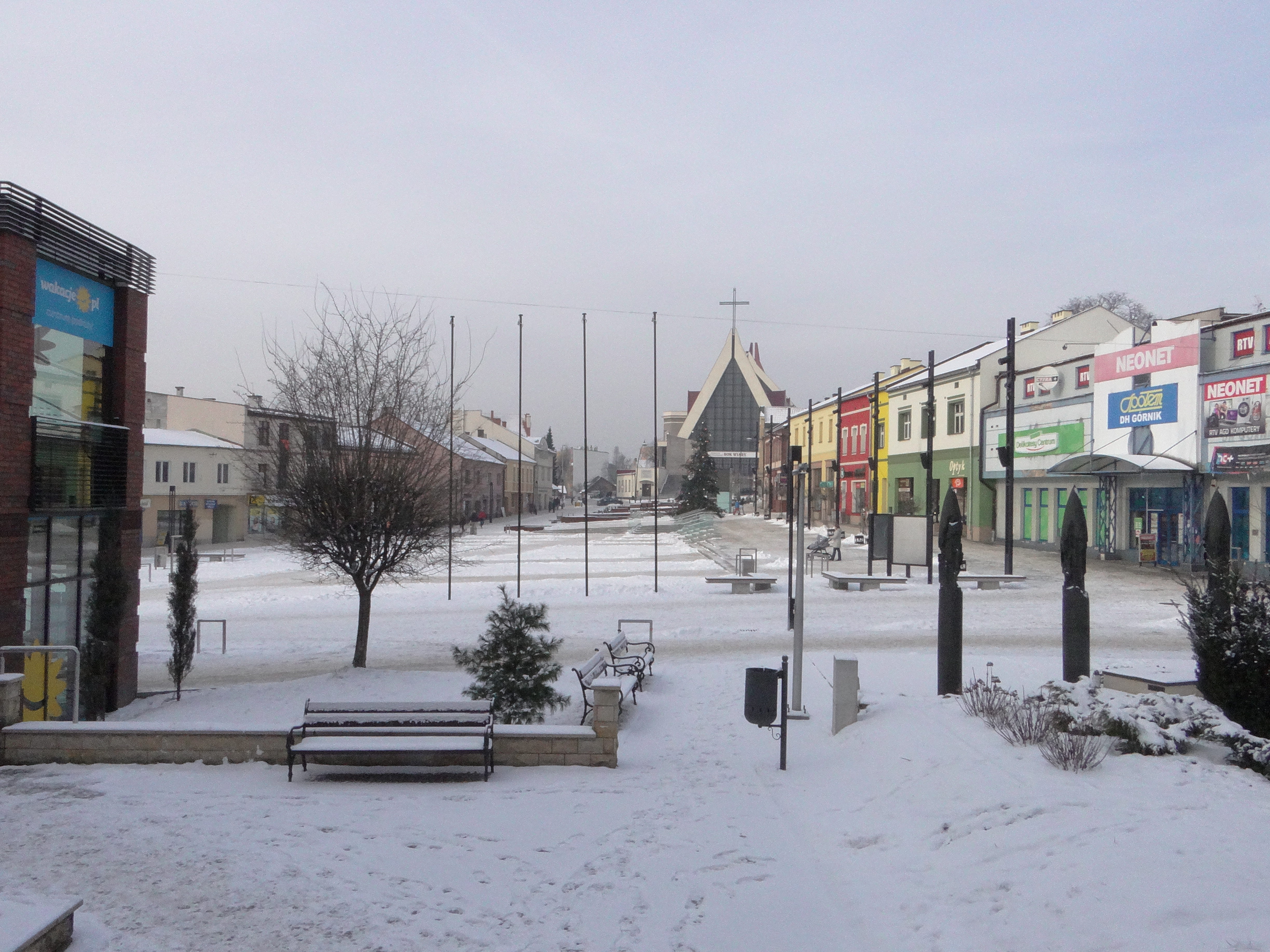
La place centrale en hiver.

### Quartiers

Quartiers de Jaworzno.

Il y en a 19 à Jaworzno :
| - Bory - Byczyna - Cezarówka - Ciężkowice - Dąbrowa Narodowa - Długoszyn | - Dobra - Jeleń - Jeziorki - Koźmin - Niedzieliska - Podwale - Pieczyska | - Siłownia - Stare Miasto - Szczakowa - Śródmieście - Wilkoszyn - Wysoki Brzeg |

### Agglomération

Région urbaine de Katowice.

Jaworzno se situe à l'est part d'Agglomération industrielle de Haute-Silésie. C'est la principale région industrielle de Pologne et une des plus importantes conurbations d'Europe.

### Communes limitrophes
Jaworzno avoisine avec les villes :
| Sosnowiec | Sosnowiec | Sławków, Bukowno |
| Mysłowice | Jaworzno. | Trzebinia        |
| Imielin   | Chełmek   | Chrzanów, Libiąż |

## Transports
La ville est desservie par plusieurs axes routiers :
- Route européenne 40
- Autoroute A4 qui traverse la Pologne d'est en ouest.
- Route européenne 75 avec route européenne 462
- Route Express polonaise S1 qui unit l'aéroport Katowice-Pyrzowice avec la République tchèque.
- Route nationale 79 de Varsovie à Bytom.

## Culture

### Musée
- Musée Historique de Jaworzno

### Galeries d'Art
- Galerie Obecna
- Galerie Kameralna

### Cinémas
- Multikino
- Pod Chmurką - en plein air, toujours en vacances d'été
- Sasanka - (fermé en 2002)
- Złocień - (fermé en 1995)
- Pionner - (fermé en 1994)
- Związkowiec - (fermé en 1987)

### Théâtre
- Teatr Sztuk

### Bibliothèques
- Bibliothèque municipale
- Pédagogique Bibliotheque de VoïvodieBibliothèque municipale.

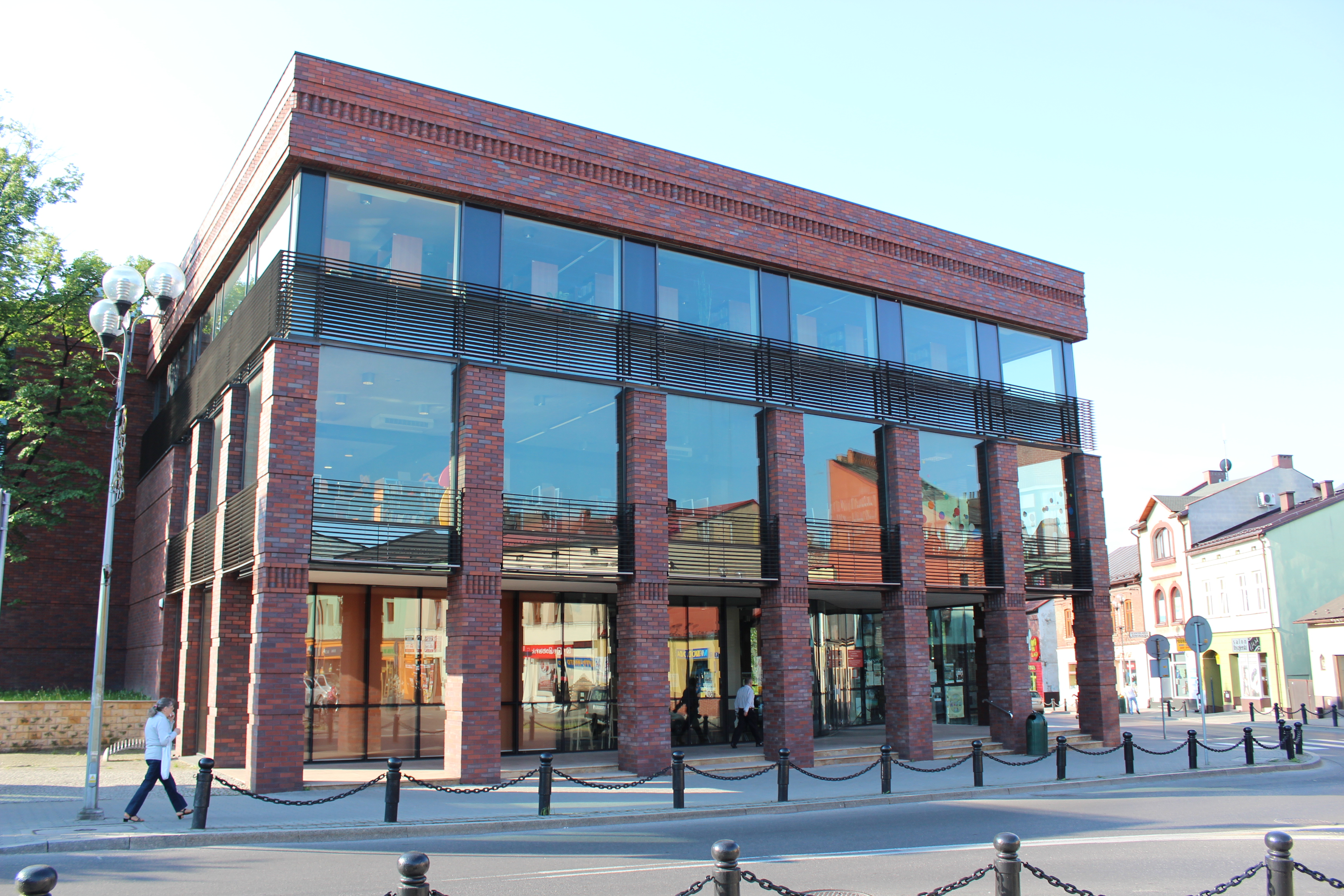
Bibliothèque municipale.

## Patrimoine
- Musée de la ville : 5, rue Pocztowa
- Collégiale de Saint-Adalbert de Prague et Sainte Catherine de XVIe siècle avec une image miraculeuse de Notre-Dame de Jaworzno
- Sanctuaire de Notre-Dame du Perpétuel Secours avec une icône sainte couronnée par le pape Jean-Paul II en 1999
- La place centrale de la vieille ville sous la forme d'un triangle
- Le palais du XIXe siècle
- Bâtiment du vieux Abattoir de XIIIe siècle
- Église de la Sainte-Croix du XIIe siècle
- Puits du XVIIe siècle
- Cimetière juif du XIXe siècle
- Réserve naturelle Sasanka d'Anémone de prairie et de Carline acaule
- Réserve naturelle Dolina Żabnika - la vallée du ruisseau Zabnik
- Le centre de sport et de culture MCKiS

## Personnes célèbres de Jaworzno
- Basia Trzetrzelewska, chanteuse polono-britannique
- Shelomo Selinger, sculpteur et dessinateur franco-israélien
- Paweł Sarna, poète et essayiste
- Karol Pniak, pilote de chasse
- Ryszard Czerwiec, footballeur
- Jan Urban, footballeur
- Stani Gzil, footballeur
- Grzegorz Tomasiewicz, footballeur

## Communication
- Aéroports les plus proches :
  1. Cracovie-Balice KRK situé à 42 km
  2. Katowice-Pyrzowice KTW situé à 46 km

- Gare ferroviaire internationale Jaworzno Szczakowa, situé à 9 km du centre-ville.

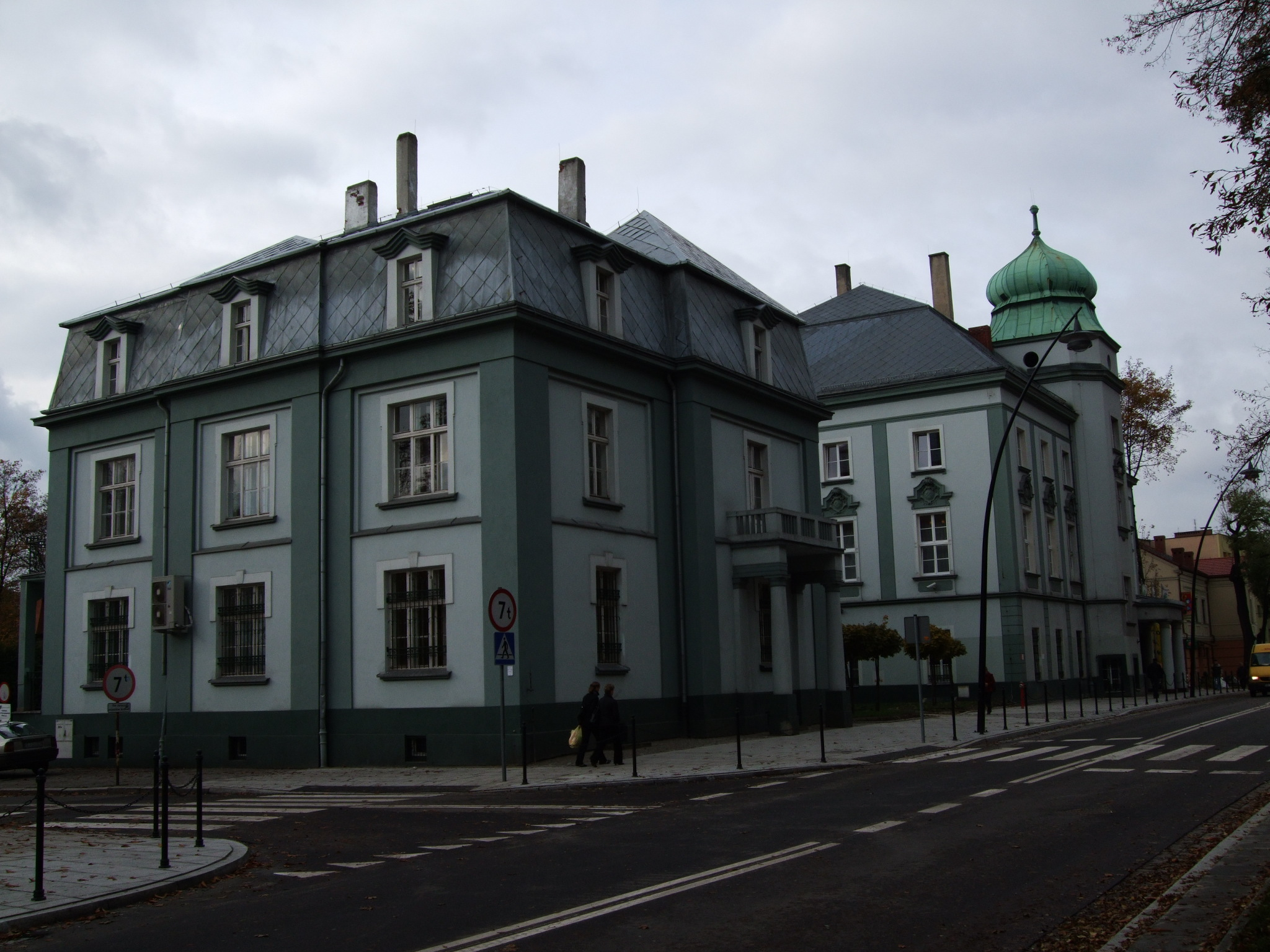
Le palais de Jaworzno.

## Sport

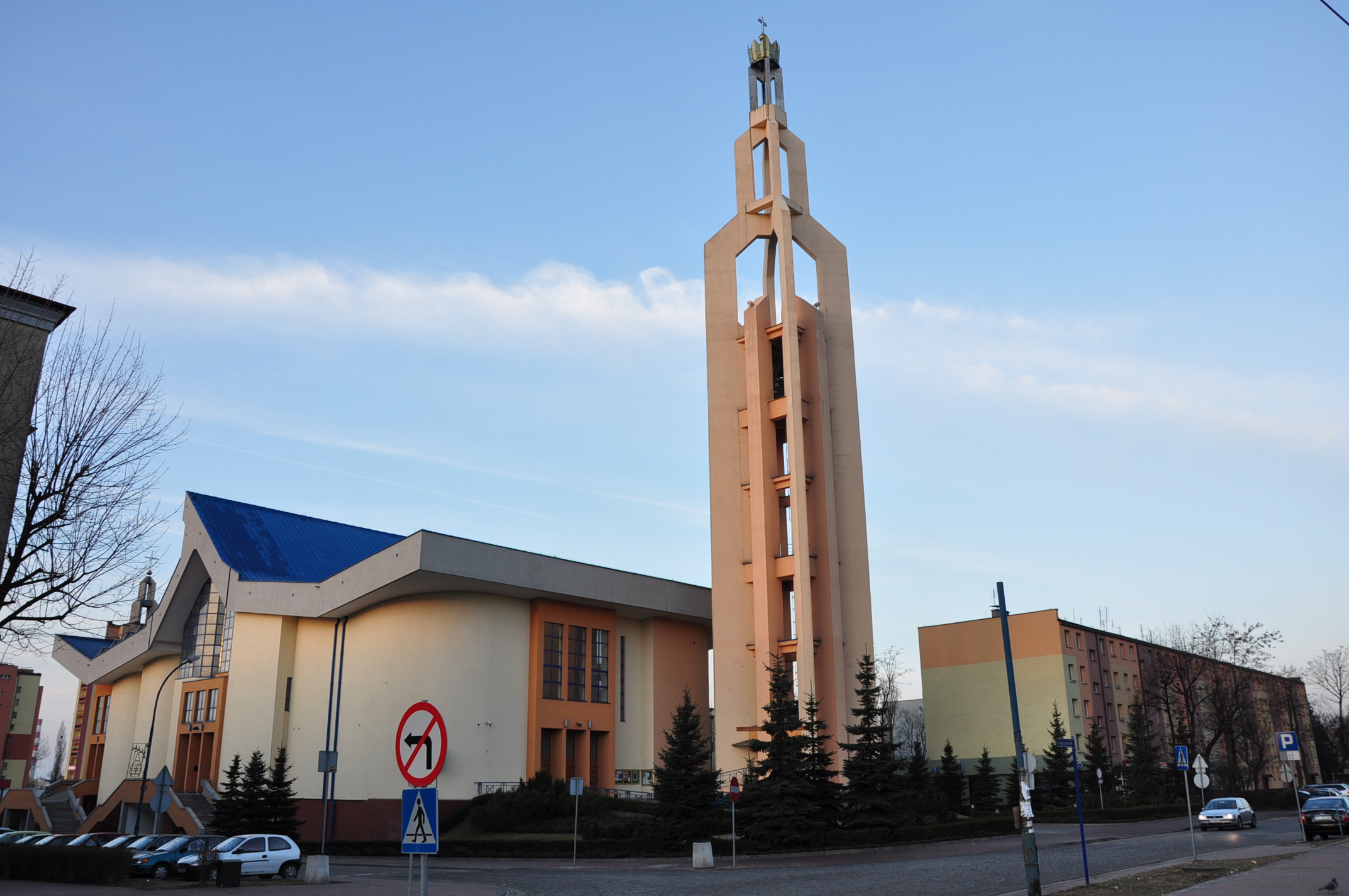
Sanctuaire de Notre-Dame du Perpétuel Secours.

- Szczakowianka Jaworzno

## Jumelages
- Karviná (Tchéquie) depuis 1997
- Szigethalom (Hongrie) depuis 2004
- Yiwu (Zhejiang) (Chine) depuis 2012

## Botes et références
1. ↑  (de) Liste des camps de concentration et des camps annexes,
site du Ministère fédéral de la Justice